# Stefan Kozłowski (podporucznik)

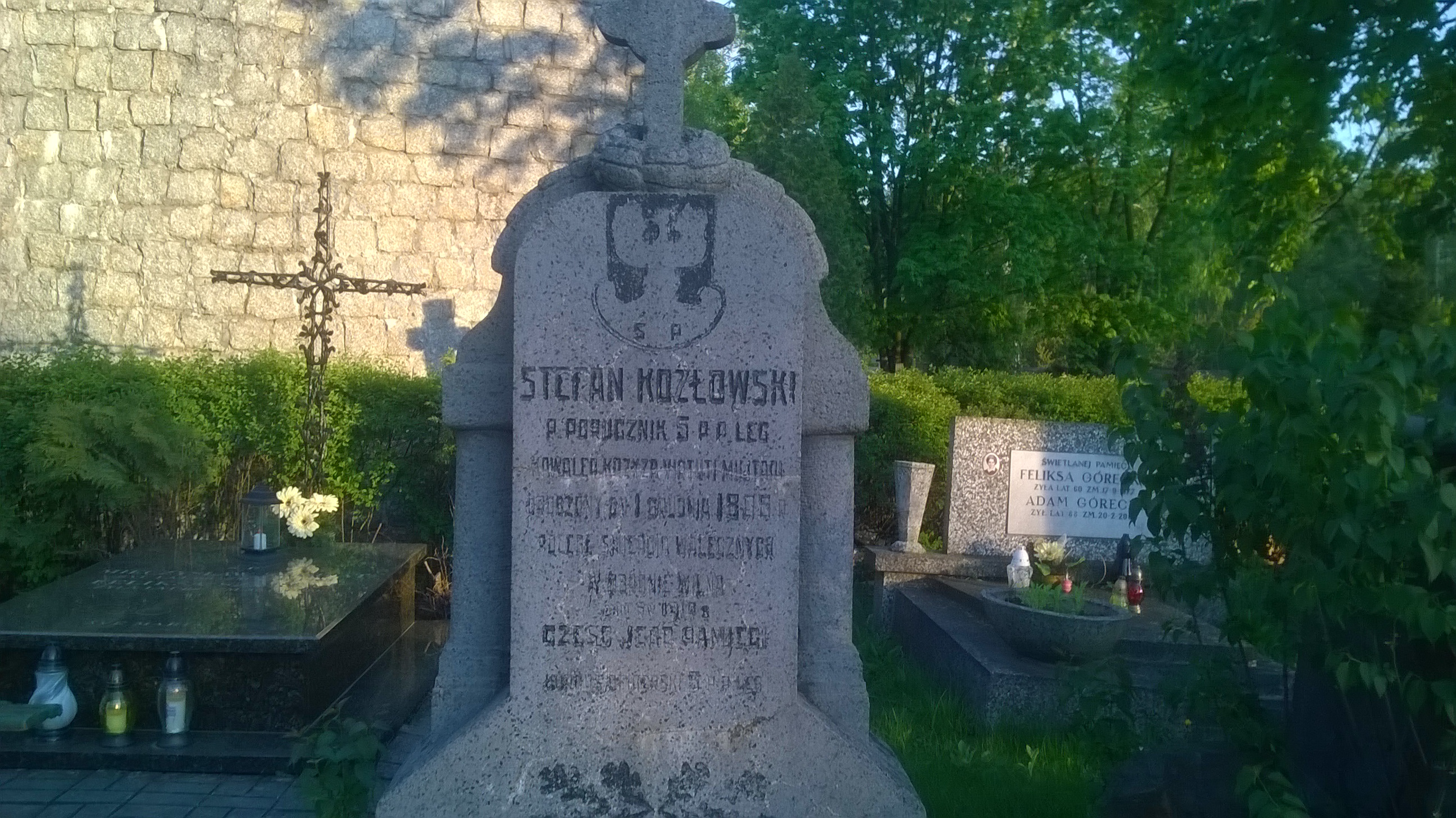
Grób ppor. Stefana Kozłowskiego na cmentarzu komunalnym we Włocławku (maj 2017).

Stefan Kozłowski (ur. 1 grudnia 1896 w Raciążku, zm. 3 maja 1919 we wsi Rukojnie) – podporucznik piechoty Wojska Polskiego, kawaler Krzyża Srebrnego Orderu Wojennego Virtuti Militari.

## Życiorys
Urodził się 1 grudnia 1896 w Raciążku, w ówczesnym powiecie nieszawskim. Był synem Ignacego - rolnika i Marianny Gawineckiej (rodzice zawarli związek małżeński w 1893). Jego rodzeństwem byli urodzeni w Raciążku: Marianna (ur. i zm. 1900), Maksymilian (ur. 1901), Stanisław (ur. 1904, zm. 1908 tamże) i Stanisław (ur. 1909).
Uzyskał wykształcenie średnie kończąc sześcioklasową Szkołę Handlową we Włocławku, w którym to mieście zamieszkał.
W dniu 23 maja 1915 wstąpił do Legionów Polskich (książeczka wojskowa nr 20539)i otrzymał przydział do 4. kompanii V batalionu 5 pułku piechoty w I Brygadzie Legionów. Na dzień 29 kwietnia 1917 został odnotowany jako żołnierz 11. kompanii 5 pułku piechoty. W pułku tym służył do kryzysu przysięgowego, który miał miejsce w dniach 9 i 11 lipca 1917. Następnie internowany w Szczypiornie. Po zwolnieniu z internowania zaangażował się w działalność w Polskiej Organizacji Wojskowej. W listopadzie 1918 rozbrajał Niemców w rodzinnym Włocławku .
W okresie od 3 stycznia do 21 marca 1919 ukończył klasę „L” w warszawskiej Szkole Podchorążych (zwanej także Wojenną Szkołą Podchorążych Piechoty), uzyskując stopień podchorążego. Po zakończeniu nauki przebywał na urlopie, z którego został odwołany w związku z trwającą wojną polsko-bolszewicką . 17 marca 1919 stawił się w 5 pułku piechoty Legionów, do którego został ponownie wcielony. Wziął udział w walkach z Rosją sowiecką dowodząc III plutonem 11. kompanii tegoż pułku.
Wyróżnił się w dniu 3 maja 1919 podczas walk pod Wilnem. Jego pluton osiągnął powodzenie atakując wsie Michałówka i Rukojnie. Podchorąży Stefan Kozłowski został wówczas dwukrotnie ranny przy zdobywaniu trzech karabinów maszynowych. Nie zważając na otrzymane rany zdobył czwarty wrogi km. Przy próbie zdobycia piątego otrzymał kolejną ranę, która okazała się śmiertelna. Zmarł chwilę potem. 
Jego ciało zostało sprowadzone do Włocławka, gdzie spoczywa na tamtejszym cmentarzu komunalnym - sektor: 84D, rząd: 1, grób: 10.
Dekretem Naczelnego Wodza Wojsk Polskich Józefa Piłsudskiego z 7 maja 1919 został mianowany na stopień podporucznika piechoty, ze starszeństwem z dniem 1 maja 1919.
Na mocy dekretu Naczelnika Państwa i Naczelnego Wodza z dnia 20 lipca 1922 odznaczono go pośmiertnie Krzyżem Srebrnym Orderu Virtuti Militari (Nr krzyża 7970). 16 marca 1933 Prezydent RP Ignacy Mościcki nadał śp. Stefanowi Kozłowskiemu Krzyż Niepodległości (rodzina nie odebrała tego Krzyża, gdyż nie było jej stać na jego opłacenie).
Stefan Kozłowski nie założył rodziny.